# Atelopus guanujo
Atelopus guanujo är en groddjursart som beskrevs av Luis A. Coloma 2002. Atelopus guanujo ingår i släktet Atelopus och familjen paddor. IUCN kategoriserar arten globalt som akut hotad. Inga underarter finns listade.